# Who Kissed Her?
Who Kissed Her? è un cortometraggio muto del 1915 diretto da W.P. Kellino.

## Trama
Per controllare come si comporta il marito, una moglie sospettosa gli mette della fuliggine sui suoi baffi per vedere se lui bacia la segretaria.

## Produzione
Il film fu prodotto dalla Cricks.

## Distribuzione
Distribuito dalla Davison Film Sales Agency (DFSA), il film - un cortometraggio - uscì nelle sale cinematografiche britanniche nel marzo 1915.